# Чернышёва, Тамара Алексеевна
Тамара Алексеевна Чернышёва (28 февраля 1922 — 2007) — советская и российская актриса театра, народная артистка Российской Федерации (1996).

## Биография
Тамара Алексеевна Чернышёва родилась  28 октября 1922 года.
В 1947 году окончила Театральное училище им. Б. В. Щукина (курс Веры Львовой).
В 1946—1947 годах играла в театре имени Е. Б. Вахтангова.
В 1948—2007 годах была актрисой Московского драматического театра имени Н. В. Гоголя.
Умерла в 2007 году.

### Семья
- Муж — актёр театра и кино Пётр Васильевич Крылов (1913—1998), народный артист РСФСР.

## Награды и премии
- Заслуженная артистка РСФСР (21.05.1974).
- Народная артистка Российской Федерации (29.01.1996) — за большие заслуги в области искусства[1].
- Орден Почёта (18.11.2000) — за многолетнюю плодотворную деятельность в области культуры и искусства, большой вклад в укрепление дружбы и сотрудничества между народами[2].
- Благодарность Министра культуры и массовых коммуникаций Российской Федерации (01.09.2005) — за  большие творческие достижения в развитии театрального искусства и в связи с 80-летием со дня основания театра[3]

## Работы в театре
- «Долетим до Милана» О. Заградника (реж. Евгения Кемарская) — Эстер[4]

## Фильмография
- 1983 — Сад — эпизод
- 1986 — Верховный суд (телеспектакль) — Дашевская, член Верховного суда
- 1992 — Трамвай «Аннушка»  (телеспектакль)
- 2003 — Верная жена (телеспектакль) — Миссис Калвер